# Wolf WR1
Chronologie des modèles (1977-1978)
Aucun Wolf WR2
La Wolf WR1 est la première monoplace de Formule 1 de l'écurie canadienne Walter Wolf Racing, engagée lors de dix Grands Prix du championnat du monde de Formule 1 1977 et cinq Grands Prix en 1978.
Elle est pilotée par le Sud-africain Jody Scheckter en 1977 et 1978 et par l'Américain Bobby Rahal en 1978. La WR1 est restée dans l'histoire pour s'être imposée dès sa première participation à un Grand Prix, exploit seulement réalisé quatre fois dans l'histoire de la Formule 1 avec Alfa Romeo au Grand Prix de Grande-Bretagne 1950, Mercedes au Grand Prix de France 1954 et Brawn au Grand Prix d'Australie 2009.

## Création de l'écurie
Wolf est fondée par l'entrepreneur canadien d'origine autrichienne Walter Wolf. Parti de rien, Wolf a fait fortune dans les forages pétroliers, notamment sur les plates-formes en mer. Passionné de sport automobile, il se lance en 1975 en tant que mécène de la modeste écurie Williams puis, en 1976, rachète à Frank Williams la majorité des parts de l'écurie. L'équipe, rebaptisée Wolf-Williams, engage des châssis Hesketh. L'association entre Wolf et Williams ne dure qu'un an : fin 1976, Walter Wolf rachète la totalité de l'écurie et se sépare de Frank Williams. L'écurie devient alors officiellement Walter Wolf Racing.
Bien que battant pavillon canadien, Wolf implante son écurie à Reading en Angleterre et recrute 28 personnes dont plusieurs profils expérimentés. Ainsi, le directeur général de l'écurie est Peter Warr qui était le manager de Lotus quand Jochen Rindt (1970) et Emerson Fittipaldi (1972) sont devenus champions du monde. Wolf recrute également les ingénieurs Harvey Postlethwaite (passé par March, Hesketh et Williams et qui a déjà connu les joies de la victoire avec James Hunt sur Hesketh en 1975 aux Pays-Bas), Pete Postlethwaite et Patrick Head.
Pour 1977, Wolf choisit de n'engager qu'une seule monoplace qui participera aux dix-sept courses de la saison pour un coût total d'un million de dollars. Wolf se justifie ainsi : « A quoi bon en engager une deuxième. Il n'y a qu'un champion du monde à la fin de l'année ».
Wolf établit une short-list pour recruter un pilote : le premier nom sur sa liste est Niki Lauda, le deuxième est Jody Scheckter ; y figurent aussi Mario Andretti et Ronnie Peterson : « Quand j'ai demandé à Niki si mon écurie l'intéressait, il était sous contrat avec Ferrari et ne croyait pas que nous allions faire une voiture gagnante. Je suis donc allé voir Jody et je lui ai fait une offre financièrement très lucrative et il a accepté de piloter pour moi. »

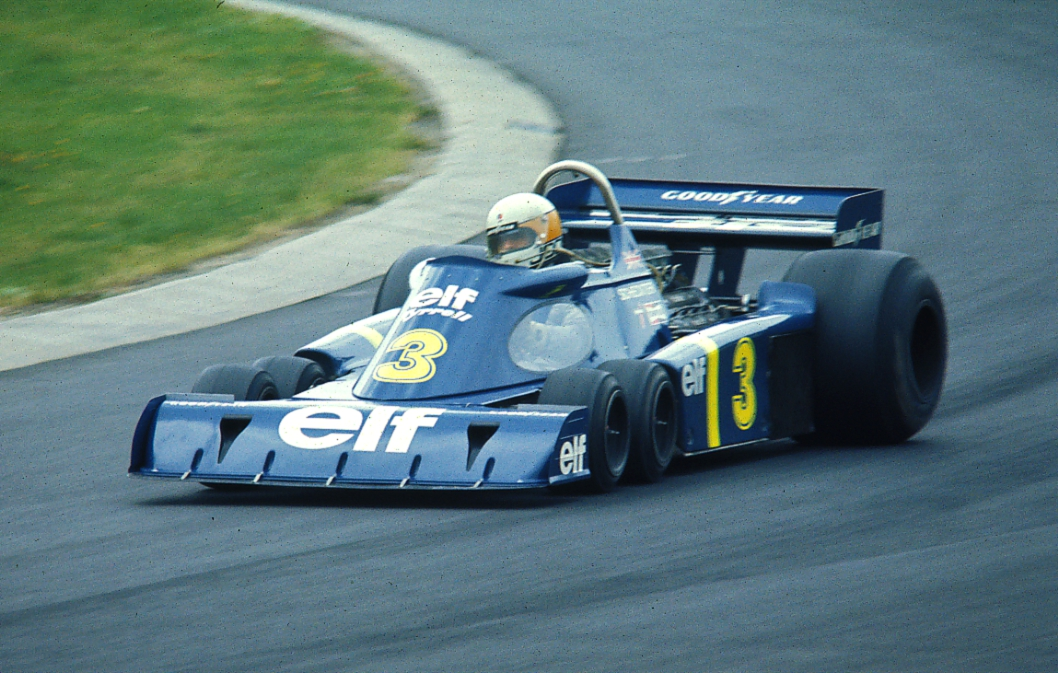
Jody Scheckter au volant de la Tyrrell-Ford P34 en 1976.

Arrivé en Formule 1 en 1972, Jody Scheckter, reconnu comme étant un excellent pilote, évolue alors au sein de l'écurie Tyrrell avec laquelle il a remporté quatre victoires entre 1974 et 1976. L'introduction de la Tyrrell P34 en mai 1976 ne convient pas à son style de pilotage, jugé agressif, et l'écurie anglaise préfère confier le développement de la monoplace à son coéquipier, le Français Patrick Depailler, Scheckter n'étant pas considéré comme un spécialiste des réglages. Mécontent de sa Tyrrell P34, Scheckter se laisse séduire par le projet de Walter Wolf et rejoint l'écurie canadienne.
Une fois le recrutement de Jody Scheckter effectué, Harvey Postlethwaite s'attaque à la conception de la monoplace. La WR1 s'inspire de l'Hesketh 308C qu'il avait réalisée en 1975 et reprend un schéma très classique à l'époque, autour d'un moteur Cosworth V8. La WR1 se distingue par une livrée bleu nuit à filets d'or et la sécurité a bien été étudiée avec deux doubles arceaux : l'un derrière le pilote, l'autre au niveau du tableau de bord. Ce dernier est simplifié au maximum puisqu'il ne comporte que deux compte-tours et deux témoins lumineux afin que le pilote se concentre au maximum sur sa conduite. La seule originalité est le montage d'un radiateur dans le museau de la monoplace.
Au total, l'écurie Wolf Racing construit quatre monoplaces pour sa première saison qui reçoivent les noms de WR1, WR2, WR3 et WR4. La WR2 est dotée d'un empattement plus long d'une dizaine de centimètres. L'écurie se déplace avec les différents modèles sur les circuits. Ainsi, en Autriche, la WR3 sert de mulet et au GP des Etats-Unis Est, Scheckter, insatisfait des performances de la WR2 préfère s'en servir comme mulet et dispute la course avec la WR1.
Avant le début de la saison 1977, la WR1 effectue ses premiers essais complets sur le circuit Paul-Ricard et réalise de bonnes performances. L'écurie réalise un total de 17 000 kilomètres d'essais hivernaux dont plusieurs séances d'essais à Fiorano, le circuit privé de la Scuderia Ferrari.

## Engagement en course

### Premier Grand Prix et première victoire

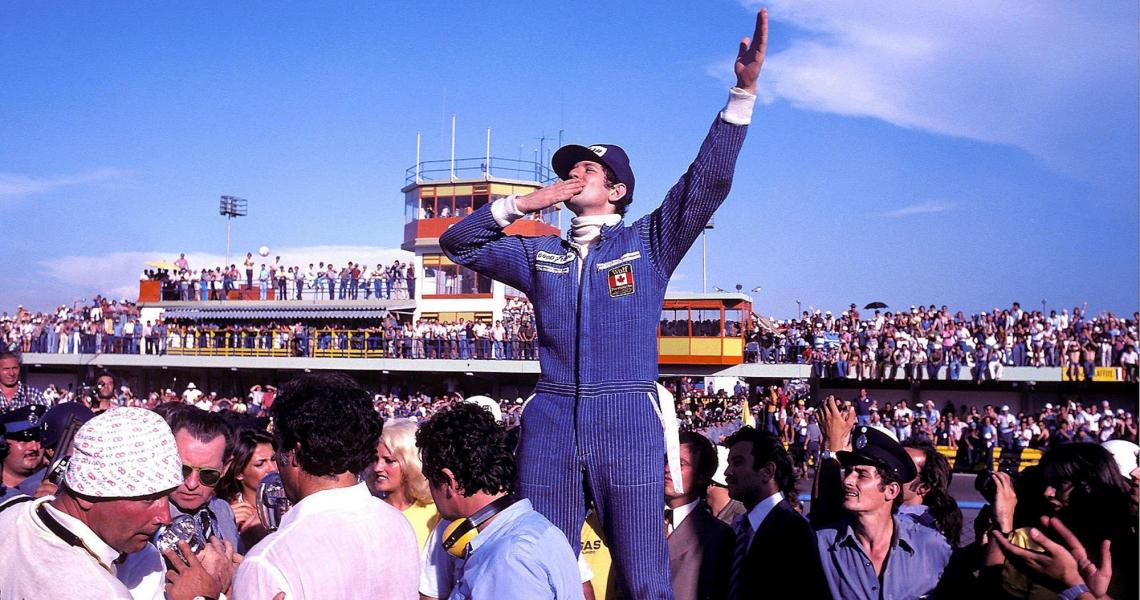
Jody Scheckter célébrant sa victoire au Grand Prix d'Argentine.

Le championnat du monde 1977 de Formule 1 débute par une tournée en Amérique du Sud avec une première manche du 7 au 9 janvier en Argentine sur le circuit Oscar Alfredo Galvez à Buenos Aires. Si la majorité des équipes attendent le retour en Europe pour aligner leurs nouvelles monoplaces, quatre écuries franchissent le pas dès la première manche : Ensign, Ligier et Lotus et Walter Wolf Racing dont la WR1 est la première monoplace. L'ambiance sur le circuit est pesante à cause de l'instauration de la dictature militaire en Argentine un an plus tôt. Certaines écuries reçoivent même des lettres anonymes menaçant d'enlèvements des pilotes.
Sous un soleil de plomb, l'écurie Walter Wolf Racing rate ses qualifications, Jody Scheckter, affecté par des problèmes de refroidissement, ne réalisant que le onzième temps, en 1 min 50 s 76, accusant plus de deux secondes de retard sur le poleman James Hunt (1 min 48 s 68),.
Le dimanche, le départ de la course est donné sous une température de 34°. Jody Scheckter prend un bon départ et pointe à la huitième place à l'issue du premier tour. Il remonte petit à petit dans la zone des points (attribués aux six premiers) et au 31e tour, après l'abandon du leader James Hunt, Scheckter se retrouve quatrième. Quatre tours plus tard, il dépasse Mario Andretti pour s'emparer de la troisième place. Devant Scheckter il ne reste plus que les deux pilotes de l'écurie Brabham-Alfa Romeo : Carlos Pace, le leader et John Watson, deuxième.
Au 41e tour, John Watson abandonne à cause d'un problème de suspension. Au 48e tour, Scheckter double Carlos Pace, qui rencontre des problèmes d'échappements, et s'empare de la tête de la course. À l'issue du 53e et dernier tour, Scheckter franchit la ligne d'arrivée en vainqueur.

« La voiture n'était pas vraiment rapide. Mais il faisait vraiment très, très chaud, et tous les autres pilotes en ont souffert. Pace avait du mal à tenir sa trajectoire. Moi, j'ai toujours été très en forme. [...] J'ai tenu jusqu'à la fin, sans faiblir, et j'ai gagné! »

— Jody Scheckter au sujet de victoire en Argentine
La victoire de Jody Scheckter, la cinquième de sa carrière depuis ses débuts en 1972 est un exploit retentissant car Walter Wolf Racing s'impose dès sa première course, ce qui ne s'était alors produit qu'à deux reprises : avec Alfa Romeo en 1950, lors du premier Grand Prix de l'histoire du championnat du monde de Formule 1 et en 1954, avec Mercedes au Grand Prix de France.

### Un deuxième succès à Monaco
Après ce succès, Wolf et Scheckter espèrent confirmer lors de la deuxième manche de la saison, au Brésil, du 21 au 23 janvier. Mais comme en Argentine, Scheckter réalise de mauvaises qualifications, obtenant le 15e temps (2 min 32 s 81) à plus de deux secondes et demie de la pole position de James Hunt en 2 min 30 s 11. Lors de la course, Scheckter ne peut rééditer son exploit de la manche argentine : il abandonne dès le onzième tour à cause d'un problème moteur.
Pour la troisième manche de la saison, le 5 mars, en Afrique du Sud, sur le circuit de Kyalami, la WR1 et Scheckter retrouvent des couleurs d'autant plus qu'il s'agit du Grand Prix national du pilote sud-africain. Devant son public, Scheckter réalise le cinquième meilleur temps des qualifications (1 min 16 s 35) à moins d'une seconde du poleman James Hunt (1 min 15 s 96).
Le dimanche, Scheckter répond aux attentes de son public en terminant deuxième d'une course marquée par le décès de Tom Pryce (au 22e tour), en résistant au retour de Patrick Depailler dans les derniers tours. Fort de sa victoire en Argentine et de sa deuxième place à Kyalami, Scheckter occupe la tête du classement provisoire du championnat du monde des pilotes devant Niki Lauda et Carlos Reutemann.

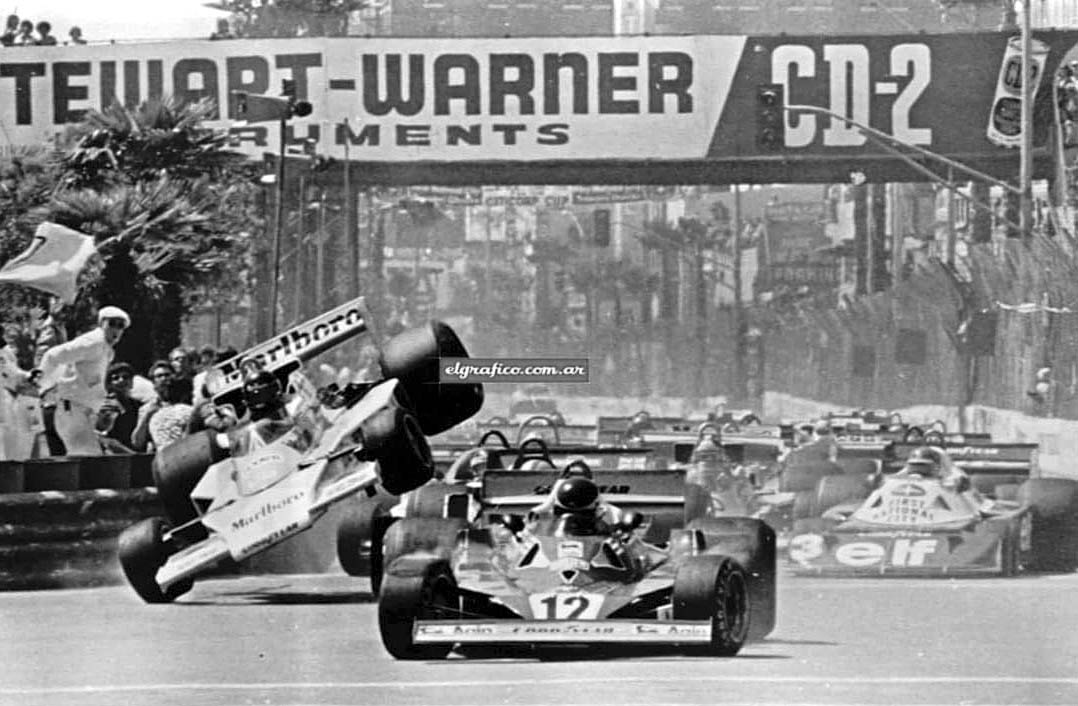
L'accrochage entre Hunt et Reutemann au GP des États-Unis Ouest.

Fin mars, Scheckter participe à la Race of Champions de Brands Hatch, une épreuve hors-championnat, et se classe deuxième derrière James Hunt. Deux semaines plus tard, la saison reprend ses droits avec le GP des États-Unis Ouest sur le circuit urbain de Long Beach. Qualifié en troisième position, Scheckter réalise un excellent départ et vire en tête au premier virage. Derrière lui, un accrochage entre James Hunt et Carlos Reutemann lui permet de distancer ses poursuivants.
Solide leader de la course, Scheckter voit, petit à petit, Mario Andretti et Niki Lauda revenir sur ses talons. Au 65e tour, la jonction est faite et Scheckter, Andretti et Lauda sont roues dans roues. Scheckter résiste tant bien que mal d'autant plus que son pneu avant droit se dégonfle progressivement. À quatre tours de l'arrivée, son pneu est à l'agonie et, à l'abord de l'épingle de Queen's, le Sud-Africain freine tôt pour éviter la sortie de route ; Andretti plonge à l'intérieur et s'empare de la première place. Un tour plus tard, Scheckter s'incline face à Lauda et termine finalement troisième. Au championnat du monde des pilotes, Scheckter et Lauda occupent les premières places, avec dix-neuf points chacun.
En Espagne, cinquième étape du championnat, Scheckter dispute la course avec la Wolf WR2 et monte sur la troisième marche du podium.

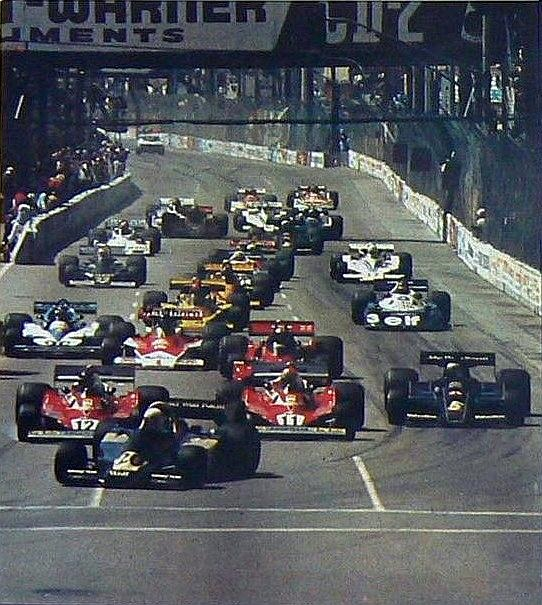
Scheckter, au premier plan, lors du départ du Grand Prix des États-Unis Ouest.

La WR1 fait son retour dès le Grand Prix suivant, à Monaco. Profitant de son empâtement court, idéal sur ce tracé urbain, la WR1 permet à Jody Scheckter de réaliser le deuxième des qualifications ; pour la première fois, l'écurie Wolf Racing se hisse sur la première ligne d'un Grand Prix. Le dimanche, lors de la course, Scheckter profite du mauvais départ du poleman John Watson pour prendre la tête. Dans les rues de la principauté, Scheckter résiste avec brio pendant quarante tours aux assauts de Watson puis, en fin de course, à ceux de Lauda. Le pilote sud-africain réalise même le meilleur tour en course, une première pour sa WR1 et son écurie. Avec ce succès prestigieux, Scheckter remporte sa deuxième victoire de la saison et offre par la même occasion sa centième victoire en Formule 1 au moteur V8 Ford-Cosworth. Cette victoire permet à Scheckter d'augmenter son avance au championnat du monde des pilotes avec 32 points contre 25 pour Lauda.

### Plusieurs abandons consécutifs
Après la victoire à Monaco, Scheckter et Wolf enchaînent les mauvais résultats avec quatre abandons consécutifs en Belgique, Suède, France et Grande-Bretagne. La WR1, alignée en Grande-Bretagne, cède sa place à la Wolf WR2 pour la manche suédoise et à la Wolf WR3 pour les épreuves belge, française et autrichienne
Scheckter pilote la WR2 en Allemagne et aux Pays-Bas terminant deuxième et troisième.

### Fin de saison: la WR1 renoue avec le succès
La WR1 fait son retour pour la quatorzième épreuve de la saison, en Italie, sur le circuit de Monza. L'ambiance est agitée, en coulisses, car Niki Lauda a officialisé son départ de la Scuderia Ferrari à l'issue de la saison et Wolf Racing tente de recruter le pilote autrichien ; ce dernier a toutefois déjà donné son accord à Brabham pour la saison 1978. De son côté, Ferrari tente de débaucher Jody Scheckter mais celui-ci a un contrat ferme avec Walter Wolf pour 1978.
Sur la piste, Scheckter réalise le troisième meilleur temps des qualifications. Lors de la course, Scheckter prend le meilleur envol et vire en tête au premier virage. Il mène la course pendant neuf tours mais s'incline face à Mario Andretti lors du dixième. Au 24e tour, Scheckter, trahi par son moteur, abandonne ; il ne peut désormais plus prétendre au titre de champion du monde.
Pour l'antépénultième course de la saison, aux États-Unis, Scheckter reprend le volant de la WR1 et termine troisième. L'avant-dernier Grand Prix de la saison se dispute au Canada, le pays de Walter Wolf. Scheckter, sur la WR1, est en retrait lors des qualifications avec le neuvième temps (1 min 13 s 435 contre 1 min 11 s 385 pour le poleman, Mario Andretti). Le dimanche, plus en verve, il remonte petit à petit : huitième après deux tours, il est cinquième après quinze tours puis deuxième après soixante-deux tours avec un tour de retard sur le leader, Mario Andretti. À deux tours de l'arrivée, victime d'un problème mécanique, Andretti doit repasser par les stands ; Scheckter remporter la course. C'est la troisième victoire de la saison pour Scheckter et sa WR1, la dernière de ce modèle et de Wolf Racing.
Pour la dernière course de la saison, au Japon, Scheckter utilise la WR3 et termine dixième.

### Quelques apparitions en 1978

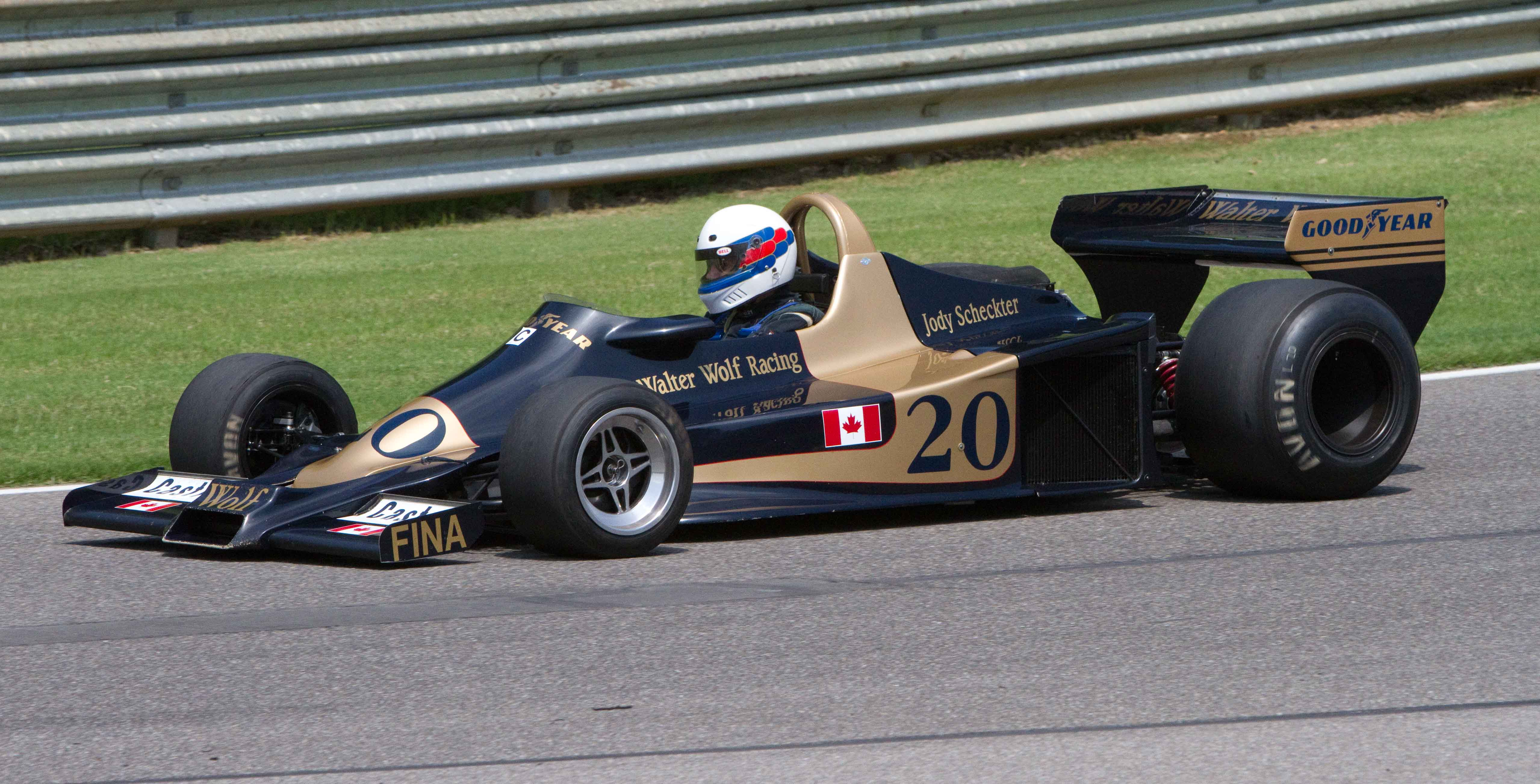
La Wolf WR1 lors d'une démonstration au Barber Motorsports Park en 2010.

Vice-champion du monde en titre, Jody Scheckter est à nouveau le seul pilote de l'écurie Wolf en 1978. Sur les seize épreuves du championnat, Jody Scheckter ne pilote la WR1 qu'à quatre reprises : au Brésil, en Afrique du Sud, à Monaco et en Belgique. S'il obtient une troisième place dans les rues de la Principauté, il abandonne lors des trois autres courses.
Pour les deux dernières courses de la saison, aux États-Unis et au Canada, Wolf Racing recrute un deuxième pilote, l'Américain Bobby Rahal, qui pilote déjà pour Wolf en championnat d'Europe de Formule 3. Pour cette tournée nord-américaine, Rahal utilise la WR5 mais lors des essais du Grand Prix du Canada, il effectue un tête-à-queue et endommage le fond plat de sa monoplace. Son écurie n'a d'autre choix que de récupérer l'ancienne WR1 exposée dans le lobby d'un hôtel montréalais,. Qualifié en vingtième position, Rahal abandonne au 21e tour en raison d'un problème de distribution d'essence. C'est la dernière apparition de la WR1 lors d'un Grand Prix puisque, lors de la saison 1979, l'écurie Wolf utilise les modèles WR7, WR8 et WR9.
La WR1 de Jody Scheckter et de Bobby Rahal est désormais la propriété d'United Autosports qui s'est occupé de sa restauration et l'utilise régulièrement pour des démonstrations lors de divers événements. La WR1 a ainsi remporté les deux manches du Grand Prix historique de Zolder en 2003.

## Résultats en championnat du monde de Formule 1
| Saison | Écurie             | Moteur           | Pneus    | Pilotes        | Courses | Courses | Courses | Courses | Courses | Courses | Courses | Courses | Courses | Courses | Courses | Courses | Courses | Courses | Courses | Courses | Courses | Points inscrits | Classement |
| Saison | Écurie             | Moteur           | Pneus    | Pilotes        | 1       | 2       | 3       | 4       | 5       | 6       | 7       | 8       | 9       | 10      | 11      | 12      | 13      | 14      | 15      | 16      | 17      | Points inscrits | Classement |
| ------ | ------------------ | ---------------- | -------- | -------------- | ------- | ------- | ------- | ------- | ------- | ------- | ------- | ------- | ------- | ------- | ------- | ------- | ------- | ------- | ------- | ------- | ------- | --------------- | ---------- |
| 1977   | Walter Wolf Racing | Ford-Cosworth V8 | Goodyear |                | ARG     | BRÉ     | AFS     | USO     | ESP     | MON     | BEL     | SUÈ     | FRA     | GBR     | ALL     | AUT     | P-B     | ITA     | USA     | CAN     | JAP     | 35 (sur 55)     | 4e         |
| 1977   | Walter Wolf Racing | Ford-Cosworth V8 | Goodyear | Jody Scheckter | 1er     | Abd     | 2e      | 3e      | WR2     | 1er     | WR3     | WR2     | WR3     | Abd     | WR2     | WR3     | WR2     | Abd     | 3e      | 1er     | WR3     | 35 (sur 55)     | 4e         |
| 1978   | Walter Wolf Racing | Ford-Cosworth V8 | Goodyear |                | ARG     | BRÉ     | AFS     | USO     | MON     | BEL     | ESP     | SUÈ     | FRA     | GBR     | ALL     | AUT     | P-B     | ITA     | USA     | CAN     |         | 4 (sur 24)      | 5e         |
| 1978   | Walter Wolf Racing | Ford-Cosworth V8 | Goodyear | Jody Scheckter | WR4     | Abd     | Abd     | WR3     | 3e      | Abd     | WR5     | WR5     | WR5     | WR5     | WR5     | WR5     | WR6     | WR5     | WR6     | WR6     |         | 4 (sur 24)      | 5e         |
| 1978   | Walter Wolf Racing | Ford-Cosworth V8 | Goodyear | Bobby Rahal    |         |         |         |         |         |         |         |         |         |         |         |         |         |         | WR5     | Abd     |         | 4 (sur 24)      | 5e         |

Légende : ici 